# Mont Wilhelm
Le mont Wilhelm (en allemand Wilhelmsberg) est la plus haute montagne de Papouasie-Nouvelle-Guinée, culminant à 4 509 m. Elle fait partie des monts Bismarck et son sommet est situé à l’intersection des trois provinces de Simbu, Western Highlands et Madang. La dénomination locale du sommet est  Enduwa Kombuglu en kuman, une langue papoue.
La montagne est aussi l'une des plus importantes de l'île de Nouvelle-Guinée, partagée entre la Papouasie-Nouvelle-Guinée et la Nouvelle-Guinée occidentale sous souveraineté indonésienne où se trouve le point culminant de l'île, le Puncak Jaya à 4 884 m.

### Découverte

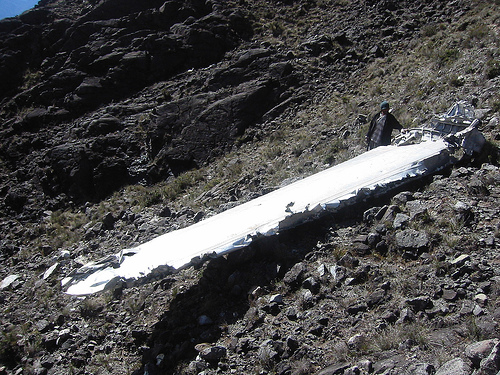
Débris de l'aile d'un avion de l'US Air Force s'étant écrasé sur le mont Wilhelm.

## Histoire

### Accident aérien durant la Seconde Guerre mondiale
Lors de la Seconde Guerre mondiale, le 22 mai 1944, un F-7A américain (converti en B-24 Liberator) volant à trop basse altitude s’écrasa sur la montagne. L’avion avait décollé depuis une base proche de Lae pour une mission de reconnaissance en vue de photographier les îles Padaidori et s'écrasa alors qu'il volait à 13 000 pieds au-dessus des lacs jumeaux. L’ensemble de l’équipage trouva la mort et la majeure partie de l’épave se retrouva dans les eaux du lac supérieur. Quelques restes sont de nos jours encore visibles, les corps n’ont jamais été retrouvés.

### Morts d’alpinistes
Plusieurs personnes sont mortes alors qu’elles tentaient l'ascension du mont Wihelm. Ainsi Christopher Donnan, sergent de l’armée australienne, décéda en décembre 1971 après avoir chuté dans une pente raide. Une plaque a été érigée à l’endroit où il fut aperçu pour la dernière fois.
En août 1995 un alpiniste israélien mourut après s’être fait une entorse à la cheville et être resté en arrière tandis que son groupe continuait l'ascension. Il perdit par la suite la trace du sentier et tomba dans un ravin au crépuscule. Son corps ne fut retrouvé qu’un an plus tard.
Enfin en 2005, Bob Martin, un représentant du service de promotion du tourisme en Papouasie, et chef de la branche marketing de la compagnie aérienne Air Niugini, trouva la mort à trente minutes du sommet à la suite d'une attaque cardiaque.

## Ascension
Le mont Wilhelm est le sommet le plus accessible de Papouasie-Nouvelle-Guinée. Deux voies mènent au sommet. La plus populaire consiste en une ascension depuis le village de Keglsugl au débouché de la route venant de Kundiawa dans la province de Simbu. La voie alternative, beaucoup plus difficile, débute dans le village d'Ambullua dans la province de Western Highlands.
La voie Keglsugl oblige à escalader à travers une forêt tropicale de montagne puis le long d'une vallée glaciaire herbeuse jusqu'aux lacs jumeaux de Piunde et Aunde (« mère » et « fille »). Il requiert approximativement trois heures. Au lac Piunde se trouvent deux refuges, dont l'un étant une ancienne station d'enregistrement de l'Université nationale australienne.
L'ascension au sommet s'effectue généralement avant l'aube et peut prendre entre 4 et 6 heures selon la forme physique. Atteindre le pic à l'aube offre de meilleures chances de bénéficier d'un beau temps.
L'autre itinéraire depuis Ambullua est une randonnée plus difficile en 4 jours. L'une ou l'autre des voies ne doit pas s'effectuer sans guide.